# Hu Hesheng
Hu Hesheng (chinesisch 胡和生, Pinyin Hú Héshēng; * 20. Juni 1928 in Shanghai; † 2. Februar 2024) war eine chinesische Mathematikerin, die sich mit Differentialgeometrie und mathematischer Physik beschäftigte.

## Leben
Hu Hesheng studierte an der Da Xia University (Abschluss 1950) und der Zhejiang-Universität, wo sie 1952 promoviert wurde und dann vier Jahre lang an der Chinesischen Akademie der Wissenschaften forschte. Ab 1956 lehrte sie an der Fudan-Universität, wo sie als Professorin in den 1980er und 1990er Jahren eine Forschungsgruppe in Differentialgeometrie leitete.
Auch ihr Ehemann Gu Chaohao (1926–2012) war Mathematikprofessor und Mitglied der Chinesischen Akademie der Wissenschaften. Er wurde 1959 in Moskau in Physik promoviert, war Vizepräsident der Fudan-Universität und 1988 bis 1993 Präsident der Chinesischen Universität für Wissenschaft und Technik (USTC).

## Wirken
Hu Hesheng befasste sich unter anderem mit der Theorie der Deformationen von Hyperflächen, mit Räumen konstanter Krümmung und mit harmonischen Abbildungen riemannscher Mannigfaltigkeiten. Später beschäftigte sie sich mit mathematischer Physik, zum Beispiel mit den Lösungen der Yang-Mills-Gleichung (Klassifikation sphärisch symmetrischer Eichpotentiale, Existenz statischer Lösungen, Monopollösungen), mit integrablen Systemen wie dem Toda-Gitter, mit Zusammenhängen von integrablen Systemen mit der Differentialgeometrie von Flächen und mit der geometrischen Theorie von Solitonen.
Nachdem schon Stanley Deser nachgewiesen hatte, dass es keine statischen Lösungen (die im Unendlichen schnell genug verschwinden) der quellenfreien reinen Yang-Mills-Gleichungen im Minkowski-Raum gibt, bewies Hu Hesheng dies für gekrümmte Raumzeiten, das heißt für den Außenraum der Schwarzschild-Lösung.

## Auszeichnungen
Im Jahr 2002 war sie Noether Lecturer (und ICM Emmy Noether Lecture) und hielt die Vorlesung dazu auf dem Internationalen Mathematikerkongress in Peking. Sie war Vizepräsidentin der Chinesischen Mathematischen Gesellschaft, Präsidentin der Shanghai Mathematical Society, ab 1991 Mitglied der Chinesischen Akademie der Wissenschaften und ab 2003 der Third World Academy of Sciences.

## Schriften
- Mit Gu Chaohao, Zhou Zixiang: Darboux Transformations in Integrable Systems. Theorie and their Applications to Geometrie. Springer, 2004.